# سفارة النرويج في العراق
سفارة النرويج في العراق هي أرفع تمثيل دبلوماسي لدولة النرويج لدى العراق. تقع السفارة في بغداد وهي تهدف لتعزيز المصالح النرويجية في العراق.

## وصلات خارجية
- قائمة سفارات النرويج
- قائمة السفارات في العراق